# L'Esperit Sant
L'Esperit Sant (oficialment Casas Espíritu Santo) és un nucli de població catalanoparlant del Carxe de la pedania de l'Alberquilla, dins el terme municipal de Jumella. En l'actualitat no té gairebé població permanent.